# Mír z Cambrai
Mír z Cambrai, zvaný také dámský mír (francouzsky paix des Dames, španělsky paz de las Damas), byla smlouva uzavřená mezi Španělskem a Francií dne 5. srpna 1529 ve městě Cambrai (dnes na severu Francie, až do roku 1677 však ležícím na území Svaté říše římské), kterou byla ukončena francouzská vůdčí účast v Cognacké lize a tím i druhá francouzsko-španělsko-říšská válka. Smlouvu uzavřely Luisa Savojská jménem svého syna, francouzského krále Františka I. a Markéta Habsburská jménem svého synovce, španělského krále a římského císaře Karla V. Od angažovanosti obou dam je odvozen druhý název dohody.

## Důvod smlouvy

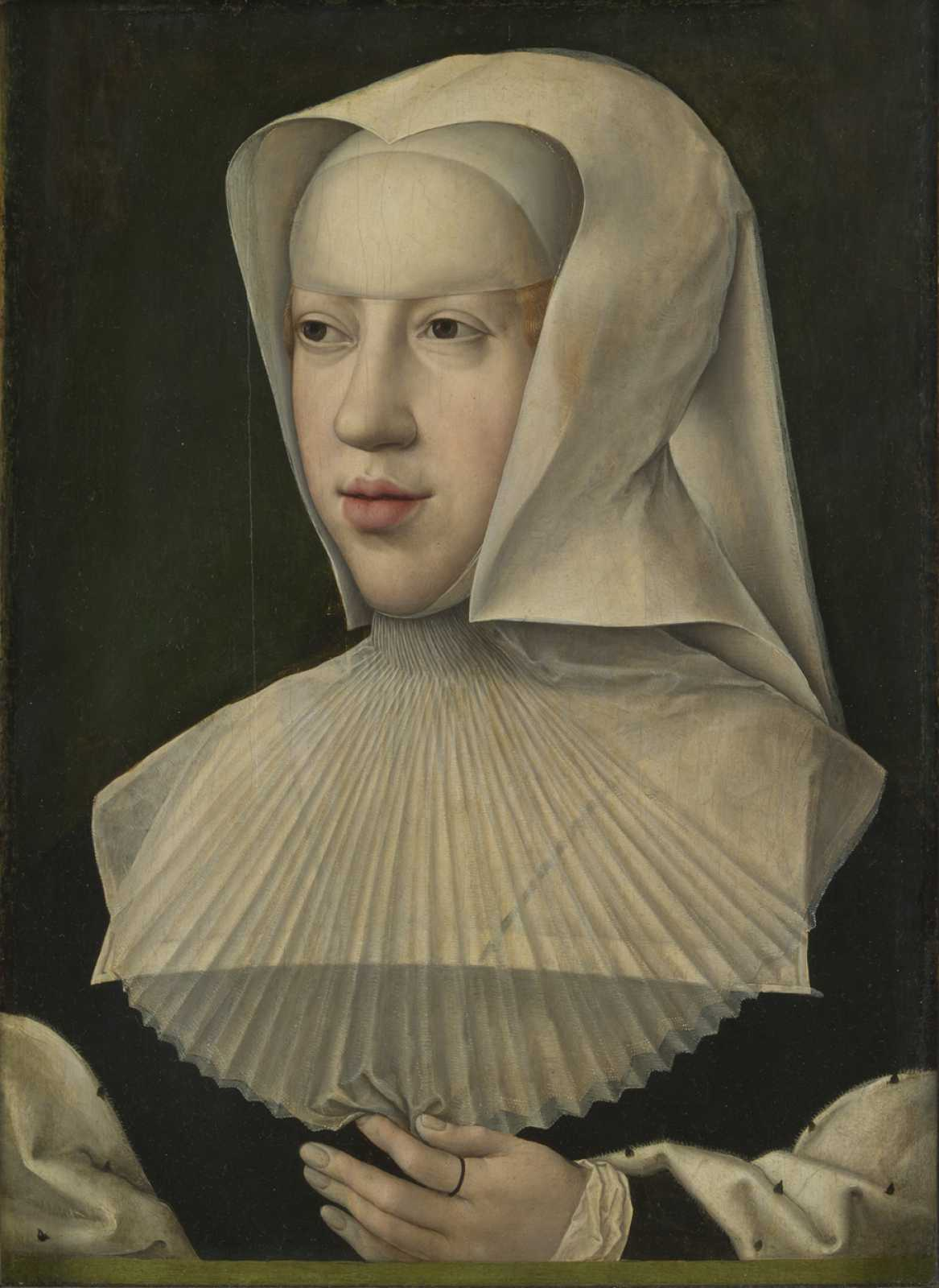
Markéta Habsburská

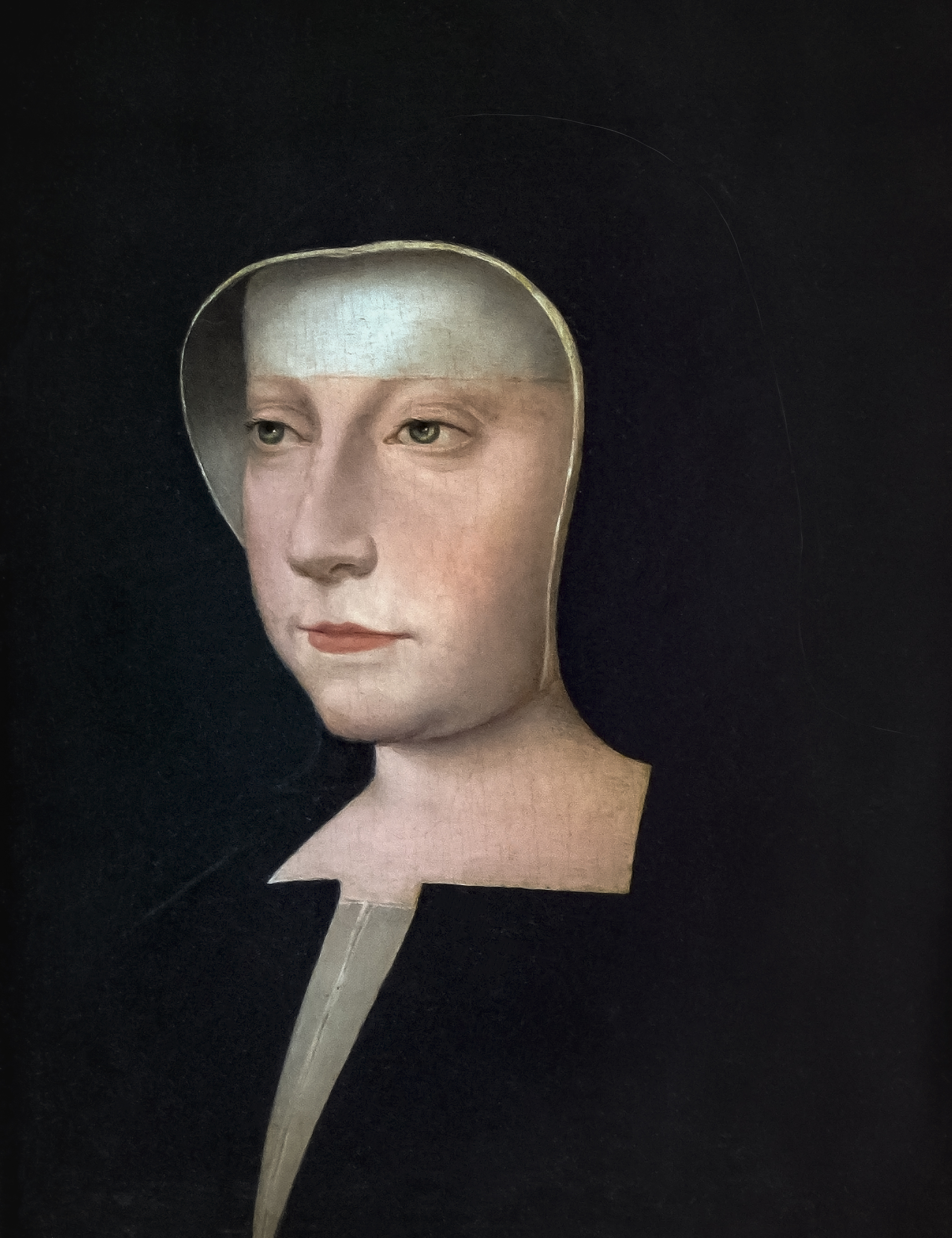
Luisa Savojská

Tato smlouva byla pokusem u ukončení vleklého konfliktu mezi oběma monarchy, v němž kromě mocenských kalkulací – např. francouzský strach z „habsburských kleští“, tj. obklíčení Francie Říší a Španělskem pod vládou jednoho rodu – velkou roli hrály čistě prestižní důvody a jejich vzájemná osobní animozita.
Podle podmínek mírové smlouvy se Karel V. vzdal svých nároků (po své babičce z otcovy strany, Marii Burgundské) na Burgundské vévodství a další území, František I. se naopak vzdal své lenní svrchovanosti nad územími Flander a Artois, jakož i svých ambicí v Itálii. Jednou z klauzulí této smlouvy bylo, že král František, v té době již vdovec (jeho první žena Klaudie Francouzská zemřela roku 1524), se ožení s arcivévodkyní Eleonorou, portugalskou královnou vdovou, císařovou sestrou. Dohodnuto bylo rovněž propuštění dětí francouzského krále, princů Karla a Jindřicha (pozdějšího Jindřicha II.), kteří byli v Madridu jako rukojmí dodržení předcházejícího madridského míru (1526), a to výměnou za dva miliony escudů. Podle smlouvy měl František též převzít Karlovy dluhy u anglického dvora, kde mj. už více než čtvrtstoletí stále nebylo ze strany španělské koruny vyplaceno věno Karlovy tety Kateřiny Aragonské.
Ačkoliv větší část podmínek míru byla splněna (např. Františkova svatba s Eleonorou či návrat francouzských princů k otci), trvalé příměří se nepodařilo nastolit. Když o šest let později vymřel v severoitalském Milánsku tamní vládnoucí rod Sforzů, francouzský král opět ucítil příležitost, vpadl do severní Itálie a zahájil tím již třetí italskou válku (1536–38) s císařem.